# Heterounió

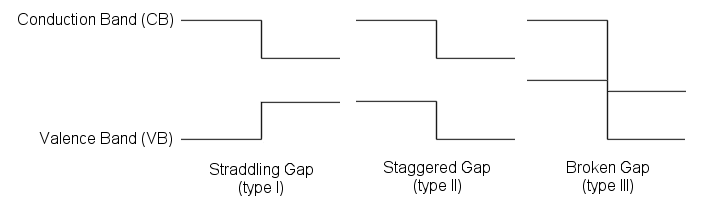
Els tres tipus d'heterounions de semiconductors organitzades per alineació de bandes.

Diagrama de bandes per a la bretxa esglaonada, n-n heterounió de semiconductors en l'equilibri.

Una heterounió és una interfície entre dues capes o regions de semiconductors diferents. Aquests materials semiconductors tenen bandes buides desiguals a diferència d'una homounió. Sovint és avantatjós dissenyar les bandes d'energia electròniques en moltes aplicacions de dispositius d'estat sòlid, com ara làsers semiconductors, cèl·lules solars i transistors. La combinació de múltiples heterounions juntes en un dispositiu s'anomena heteroestructura, encara que els dos termes s'utilitzen habitualment de manera intercanviable. El requisit que cada material sigui un semiconductor amb bandes buides desiguals és una mica fluix, especialment a escales de longitud reduïda, on les propietats electròniques depenen de les propietats espacials. Una definició més moderna d'heterounió és la interfície entre dos materials en estat sòlid qualsevol, incloses les estructures cristal·lines i amorfes de materials metàl·lics, aïllants, conductors d'ions ràpids i semiconductors.
La fabricació d'heterounions generalment requereix l'ús de tecnologies d'epitaxia de feix molecular (MBE) o de deposició química de vapor (CVD) per tal de controlar amb precisió el gruix de la deposició i crear una interfície abrupta netament coincident amb l'estructura crstal·lina. Una alternativa recent investigada és l'apilament mecànic de materials en capes en heteroestructures de van der Waals.
Malgrat la seva despesa, les heterounions han trobat ús en una varietat d'aplicacions especialitzades on les seves característiques úniques són crítiques:
- Cèl·lules solars : les heterounions es formen habitualment a través de la interfície d'un substrat de silici cristal·lí i una capa de passivació de silici amorf a les cèl·lules solars. L'estructura de cèl·lules solars Heterojunction with Intrinsic Thin-Layer (HIT) es va desenvolupar per primera vegada el 1983[4] i comercialitzada per Sanyo/Panasonic. Les cèl·lules solars HIT ara tenen el rècord de la cèl·lula solar de silici d'unió única més eficient, amb una eficiència de conversió del 26,7%.[5][6][7]
- Làsers : L'ús d'heterounions en làsers es va proposar per primera vegada[8] l'any 1963 quan Herbert Kroemer, un científic destacat en aquest camp, va suggerir que la inversió de la població es podria millorar molt per les heteroestructures. Mitjançant la incorporació d'un material de banda bretxa directa més petit com el GaAs entre dues capes de banda bretxa més grans com AlAs, els portadors es poden limitar de manera que es pugui produir lasing a temperatura ambient amb corrents de llindar baixos. La ciència dels materials de la fabricació d'heteroestructures va trigar molts anys a posar-se al dia amb les idees de Kroemer, però ara és l'estàndard de la indústria. Més tard es va descobrir que la bretxa de banda es podia controlar aprofitant els efectes de mida quàntica en heteroestructures de pou quàntic. A més, les heteroestructures es poden utilitzar com a guies d'ona per al pas d'índex que es produeix a la interfície, un altre avantatge important del seu ús en làsers semiconductors. Els làsers de díode semiconductors utilitzats en reproductors de CD i DVD i transceptors de fibra òptica es fabriquen utilitzant capes alternes de diversos semiconductors compostos III-V i II-VI per formar heteroestructures làser.
- Transistors bipolars : quan s'utilitza una heterounió com a unió base-emissor d'un transistor d'unió bipolar, es produeix un guany directe extremadament alt i un guany invers baix. Això es tradueix en un molt bon funcionament d'alta freqüència (valors entre desenes i centenars de GHz) i corrents de fuga baixes. Aquest dispositiu s'anomena transistor bipolar d'heterojunció (HBT).
- Transistors d'efecte de camp : les heterounions s'utilitzen en transistors d'alta mobilitat d'electrons (HEMT) que poden funcionar a freqüències significativament més altes (més de 500 GHz). El perfil de dopatge i l'alineació de bandes adequats donen lloc a mobilitats d'electrons extremadament altes mitjançant la creació d'un gas electrònic bidimensional dins d'una regió lliure de dopants on es pot produir molt poca dispersió.